# Anne-Sophie Novel
Anne-Sophie Novel, née le 14 janvier 1981 à Nantes, est une journaliste, auteure et réalisatrice spécialisée dans l'économie collaborative, l'écologie et l'innovation sociale.

## Biographie

### Famille et formation
Anne-Sophie Novel naît le 14 janvier 1981 à Nantes. Elle grandit en Bourgogne.
Entre 2000 et 2002, elle étudie l'économie et la finance internationale à l'université Bordeaux-IV, elle se spécialise dans la finance éthique qu'elle approfondit à l'université d'Édimbourg en 2003.
En 2006, en parallèle à ses études qu'elle poursuit à l'école doctorale de Sciences Po, elle ouvre son premier journal A l’évidence, sur la plateforme du quotidien Le Monde qui en deviendra à partir de 2012 jusqu'en 2019 la rubrique « alternatives ».
En 2009 à l'Institut d'études politiques de Paris, elle soutient sa thèse de doctorat en économie Les leviers et stratégies économiques utilisés par les Etats-Unis pour lutter contre le terrorisme transnational, 1968-2006 à Institut d'études politiques de Paris.

### Vie professionnelle
En 2007, elle fonde en amont du Grenelle de l'environnement le média web Ecoloinfo.com, une barre d'outils web qui redirige vers des sites liés à l'écologie et au développement durable,.
En parallèle de sa thèse elle explore la consommation collaborative et locale et publie en 2010 son premier ouvrage Le Guide du locavore : pour mieux consommer local.
C'est à partir de 2010 qu'elle approfondit l'économie du partage et l'émergence de nouvelles communautés collaboratives. En 2012, elle écrit son deuxième ouvrage aux côtés de Stéphane Riot Vive La Co-Révolution ! Pour une société collaborative tout en continuant de publier sur le locavorisme à travers des articles ou des interviews à la radio. En 2013, elle publie La Vie Share, mode d’emploi, un ouvrage qui recense les initiatives d'économie collaborative.
Elle contribue également à cette thématique en tant qu'invitée à des émissions radio sur France Inter et France Culture.
En 2014, elle publie une étude de recherche nommée Économie du partage : enjeux et opportunités pour la transition écologique. En 2015, elle initie un nouveau projet nommé Place to B qui mobilise plusieurs centaines de journalistes, blogueurs, photographes, ONGs durant les quinze jours des négociations de la Conférence de Paris de 2015 sur les changements climatiques (COP21) à Paris, pour « parler du climat autrement » et « imaginer collaborativement un nouveau récit »,.  L'idée de Place To B lui est venue en participant en tant que blogueuse invitée à la Conférence de Copenhague de 2009 sur les changements climatiques.
Journaliste depuis 2010, elle contribue sur ses thématiques de prédilection via des articles dans la presse écrite ou web : Le 1, Le Monde, Alternatives économiques, des contributions à des revues comme Futuribles ou encore dans les journaux télévisés en tant que rédactrice en chef de l'émission de France 2 Mille et unes vies, Terre à Terre sur Public Sénat ou comme chroniqueuse pour Ushuaïa TV.
En 2019, grâce à un financement participatif, Anne-Sophie Novel réalise avec Flo Laval le documentaire Les médias, le monde et moi qui explore les fake news, l'infobésité et la défiance vis-à-vis des médias. Elle contribue notamment à cette thématique en réalisant des podcasts spécifiques sur la question, par la presse écrite ou web,,,,,,, par un TEDx, et par un nouveau livre en complément du documentaire intitulé Les médias, le monde et nous.

## Œuvres
- Le Guide du locavore : pour mieux consommer local, Éditions Eyrolles, 2010
- Vive la co-révolution : pour une société collaborative, avec Stéphane Riot, Éditions Alternatives, 2012
- Pierre Rabhi : le chant de la terre, Rachel Cartier, Jean-Pierre Cartier, Anne-Sophie Novel, Éditions de la Table ronde, 2012
- La vie share, mode d'emploi : consommation, partage et modes de vie collaboratifs, Éditions Alternatives, 2013
- Économie du partage : enjeux et opportunités pour la transition écologique, étude de recherche, avec Damien Demailly, Institut du développement durable et des relations internationales (IDDRI), 2014
- Du jetable au durable : pour en finir avec l'obsolescence programmée, avec Laetitia Vasseur et Samuel Sauvage, Éditions  Alternatives, 2017
- Les médias, le monde et moi, documentaire, avec Flo Laval, Éditions Les Films d'un jour, 2019
- Les médias, le monde et nous, Éditions Actes Sud, 2019

## Distinction
Le 15 novembre 2018 Anne-Sophie Novel est nommée chevalier de l'ordre national de la Légion d'honneur au titre de « journaliste spécialiste de l'écologie et du développement durable ; 12 ans de services ».